# Bisdom Klerksdorp
Het bisdom Klerksdorp (Latijn: Dioecesis Klerkpolitana) is een rooms-katholiek bisdom in Klerksdorp, West-Transvaal, Zuid-Afrika.
Het bisdom werd opgericht in 1978 en ligt in de kerkprovincie van het aartsbisdom Johannesburg. Van 1965 tot 1978 was het een apostolische prefectuur. De congregatie van de Oblaten heeft er een klooster en de eerste bisschop was ook een Oblaat. Het bisdom telt zo'n 21.000 katholieken op een totale bevolking van 1.500.000.

## Bisschoppen
- Daniël Verstraete, O.M.I. (1965-1994)
- Zithulele Patrick Mvemve (1994-2013)
- Victor Hlolo Phalana (2014- )